# Van Thillo
De familie Van Thillo is een Belgische ondernemersfamilie, en een van de rijkste van dat land. Ze is eigenaar van DPG Media (voorheen De Persgroep), een van de belangrijkste mediagroepen in de Benelux.
De familie bestaat uit
- Frans Van Thillo, en zijn kinderen Renaat Van Thillo (oud hoofdleider van het Vrijwillige Arbeidsdienst voor Vlaanderen, 1901- ), Cyriel Van Thillo (1902-1992), Malvina Van Thillo (1904- ) en Edmond Van Thillo
- de zonen van Cyriel: Ludo Van Thillo (1931-2022), Joris Van Thillo en Herman Van Thillo en dochter Marleen Van Thillo
- zijn kleinkinderen Christian Van Thillo, Martine Van Thillo, Ann Van Thillo, Caroline Van Thillo en Emmanuel Van Thillo.

Ook de man van Ann Van Thillo, Christophe Convent, speelt een belangrijke rol binnen De Persgroep.
De familie verkreeg in 1978 een participatie van 50% in Uitgeverij J. Hoste, die toen eigenaar was van het Vlaamse dagblad Het Laatste Nieuws. Twaalf jaar later was deze helemaal in handen van de familie en men ging verder onder de naam De Persgroep. Daarmee verwierf men samen met de groep Rossel nog onder andere de financiële dagbladen De Tijd en L'Echo. De Persgroep controleerde vroeger samen met de Roularta Media Group Medialaan. Beide hadden 50% van de aandelen van Medialaan, tegenwoordig heeft DPG Media 100% van de aandelen in handen.